# Hvalsø Idrætsforening
Hvalsø IF er en dansk fodboldklub fra Hvalsø.
Klubbens historie går helt tilbage til 1916, og den er en traditionsrig fodboldklub. I 2006 kunne Hvalsø IF holde en legendarisk 90 års fødselsdag, som markerede dets gode bånd til lokalsamfundet.
Klubben råder i 2014 over et førstehold placeret i serie 1 og et andethold placeret i serie 3. Cheftræneren er den tidligere Holbæk, Kalundborg og Herfølgemålmand, Morten Rasmussen.
Ebbe Skovdahl startede i 1978 sin trænerkarriere i klubben.